# The Creation
The Creation furono un gruppo musicale di rock psichedelico inglese formatasi nel maggio del 1966.

## Storia dei Creation
Il gruppo era inizialmente composto da Kenny Pickett (voce), Eddie Phillips (chitarra solista), Mick Thompson (chitarra ritmica), Bob Garner (basso) e Jack Jones (batteria). I primi quattro erano stati componenti del gruppo Mark Four, accompagnati da John Dalton che lasciò il progetto per entrare a far parte dei The Kinks. Bob Garner aveva fatto parte in precedenza della Tony Sheridan Band.
Il loro stile, come molte altre band dell'epoca di chiara ispirazione mod, era inizialmente simile a quello dei The Kinks e dei The Who, ma in seguito si sviluppò in un suono prog/psichedelico tipico della metà degli anni 60. Una caratteristica del chitarrista Eddie Phillips era l'uso di una specie di arco di violino che utilizzava spesso negli assoli e in generale per produrre un suono molto distorto, caratteristico della band.
Alla fine del 1966, Bob Garner lascio la band e fu sostituito da Kim Gardner. Nel marzo 1968 anche Pickett se ne andò e fu sostituito da Ron Wood. Entrambi i nuovi membri avevano fatto parte dei The birds. Pickett ritornò poco tempo dopo, creando qualche scompiglio all'interno della band. A breve The Creation si scolsero. Pickett continuò come compositore per il loro produttore statunitense Shel Talmy, oltre a lavorare come road manager in America per i Led Zeppelin,  Ron Wood si unì ai The Faces, Gardner co-formò Ashton, Gardner & Dyke e diventò più tardi membro dei Badger, Jones divenne un cantante cabarettistico. Pickett e Phillips scrissero in più tardi la hit "Teacher Teacher" per i Rockpile.
I Creation si riformarono a metà anni ottanta con Phillips, Pickett, Dalton, e Mick Avory (batteria, ex The Kinks). Pickett morì a causa di un attacco cardiaco il 10 gennaio 1997. Il gruppo riunito continuò a viaggiare in tour, con vari cambi di formazione. Suonarono per la prima volta negli Stati Uniti nell'ultima edizione di Cavestomp nel novembre del 2001.
La famosa etichetta discografica indipendente Creation Records fu chiamata così in onore del gruppo. Il fondatore dell'etichetta Alan McGee, fu membro della band Biff Bang Pow!, titolo di una canzone dei Creation.

## Discografia
- 1967 - We are Paintermen
- 1975 - Creation
- 1982 - The Mark Four/ The Creation
- 1994 - Painter Man
- 2004 - Psychedelic Rose: The Great Lost Creation Album